# Simulium biuxinisa
Simulium biuxinisa är en tvåvingeart som beskrevs av Coscaron och Ibanez Bernal 1994. Simulium biuxinisa ingår i släktet Simulium och familjen knott. Inga underarter finns listade i Catalogue of Life.